# Ante Tresić Pavičić
Ante Tresić Pavičić (Vrbanj na Hvaru, 10. srpnja 1867.  – Split, 27. listopada 1949.), hrvatski književnik i političar.

## Životopis
Pučku školu završio je u rodnom mjestu, a kasnije nastavlja školovanje u Splitu, Zadru, Kotoru i Beču, gdje studij povijesti i filozofije okončava disertacijom o Leibnizovom determinizmu. Prvu zbirku pjesama, potpisanu pseudonimom Mosorski guslar, objavljuje još kao student (Glasovi s mora Jadranskoga, 1891.) i odmah pokazuje sklonosti za oživljavanje antičkog duha. Uslijedilo je još nekoliko zbirki poezije, od kojih su najviše pažnje privukli Sutonski soneti (1904.), dok je doživljaje s puta u SAD, kamo se otisnuo 1905., iznio u putopisu Preko Atlantika do Pacifika (1907.). Upravo ti će putopisi postati najvrijedniji dio autorove književne ostavštine i donijeti mu epitet majstora hrvatske putopisne proze.
U dramskom je stvaralaštvu zaokupljen temama iz nacionalne i rimske prošlosti pa od povijesnih drama možemo izdvojiti Katarinu Zrinjsku i Ljutovida Posavskog, kao i tetralogiju Finis Reipublicae. Kvalitativno najslabiji dio njegovog opusa predstavljaju romani (Izgubljeni ljudi, Pobjeda kreposti i Moć ljepote), u kojima previše do izražaja dolazi tendenciozna i programatska komponenta.
U rukopisu je ostao njegov deseterački povijesni ep Gvozdansko, u kojem kroz 32 pjevanja opisuje obranu istoimene utvrde od Turaka 1577. (djelo je tiskano postumno 2000.), a izdavao je i časopise Novi viek (Zagreb, 1898.) i Jadran (Trst, 1903.). 
Usporedno s književnom gradio je Tresić Pavičić i političku karijeru. U ranoj fazi je bio pravaš, no nakon Prvog svjetskog rata će kao simpatizer ORJUNE, (ili su ga barem orjunaši takvim smatrali), postati diplomatski predstavnik SHS u Madridu i  Washingtonu. Poslije je pisao u Spremnosti, gdje je objavio dva teksta (povijesni tekstovi o hrvatsko-mongolskim ratovima i o opsadi i padu utvrde Gvozdanskog).
Dana 8. ožujka 2017. HAZU je preuzela njegovu ostavštinu, a koja će se ubuduće nalaziti u Arhivu HAZU u Zagrebu kao Donacija njegove unuke Ljubice Tresić Pavičić: gospođe Vesne Tresić Pavičić: Rukopisna književna djela i arhivsko gradivo.

## Djela
- Glasovi s mora jadranskoga (1891.)
- Izgubljeni ljudi (1893.)
- Nove pjesme (1894.)
- Ljutovid Posavski (1894.)
- Po Lici i Krbavi (1895.)
- Simeon Veliki (1897.)
- Pobjeda kreposti (1898.)
- Katarina Zrinjska (1899.)
- Gjuli i sumbuli (1900.)
- Moć ljepote (1902.)
- Valovi misli i čuvstava (1903.)
- Sutonski soneti (1904.)
- Po Ravnim kotarima (1906.)
- Preko Atlantika do Pacifika (1907.)
- Finis reipublicae (1909.)
- Plavo cvieće (1928.)
- Gvozdansko (1940., objavljen tek 2000.)
- Sudbina izdajice

## Vanjske poveznice
- ARHiNET Tresić-Pavičić Ante (fond)